# علوم رایانه در ورزش
علوم رایانه در ورزش یک شاخه میان رشته‌ای است که هدف خود را  ترکیب جنبه‌های نظری و  جنبه‌های عملی حوزه‌های انفورماتیک و علوم ورزشی می‌داند.

## سابقه تاریخی
اولین استفاده از رایانه در ورزش به سال ۱۹۶۰ میلادی برمی‌گردد، که هدف اصلی آن تجمیع اطلاعات ورزشی بود. همچنین عبارت علوم رایانه در ورزش از سال ۲۰۰۴ به لغت‌نامه علوم ورزشی اضافه شده است.